# Delfín Gallo-Colombres-La Florida
Se denomina Delfín Gallo - Colombres - La Florida a la aglomeración urbana que se extiende entre las localidades argentinas de Delfín Gallo, Colombres y La Florida del departamento Cruz Alta, dentro de la provincia de Tucumán.
Comprende una serie de localidades alineadas de norte a sur que no se encuentran totalmente conurbadas entre sí y separadas del Gran San Miguel de Tucumán por el Aeropuerto Internacional Teniente Benjamín Matienzo. Esta alineación dista a 15 km al este de la ciudad de San Miguel de Tucumán y se accede a la misma a través de las rutas provinciales RP302, RP303 y RP312. Es considerada como una aglomeración por el INDEC desde el censo de 1980.
Con 19,873 habitantes (Indec, 2010), es la 9° aglomeración más poblada de la provincia. En el anterior censo contaba con 16,553 habitantes (Indec, 2001), lo que representa un incremento del 20%. En 1991 se denominó Esperanza - Colombres - La Florida.
| Ciudad               | Departamento | Censo 2010 | Censo 2001 | Censo 1991 | Censo 1980 |
| -------------------- | ------------ | ---------- | ---------- | ---------- | ---------- |
| Delfín Gallo         | Cruz Alta    | 8.823      | 7.776      | 6.218      | 4.997      |
| Ex Ingenio Esperanza | Cruz Alta    | S/D        | 4.591      | 3.477      | 2.447      |
| Ex Ingenio Luján     | Cruz Alta    | S/D        | 1.908      | 1.492      | 1.121      |
| El Paraíso           | Cruz Alta    | S/D        | 1.277      | 1.249      | 1.429      |
| La Florida           | Cruz Alta    | 5.959      | 5.297      | 4.314      | 3.679      |
| La Florida           | Cruz Alta    | S/D        | 2.726      | 4.314      | 2.031      |
| Ingenio La Florida   | Cruz Alta    | S/D        | 2.571      | S/D        | 1.648      |
| Colombres            | Cruz Alta    | 5.086      | 3.480      | 3.459      | 2.435      |
| Total                |              | 19.873     | 16.553     | 13.991     | 11.111     |

## Sismicidad
La sismicidad del área de Tucumán (centro norte de Argentina) es frecuente y de intensidad baja, y un silencio sísmico de terremotos medios a graves cada 30 años.
- Sismo de 1861: aunque dicha actividad geológica catastrófica, ocurre desde épocas prehistóricas, el terremoto del 20 de marzo de 1861 (163 años) con 12.000 muertes,[5] señaló un hito importante dentro de la historia de eventos sísmicos argentinos ya que fue el más fuerte registrado y documentado en el país. A partir del mismo la política de los sucesivos gobiernos del norte y de Cuyo han ido extremando cuidados y restringiendo los códigos de construcción.[4] Y con el terremoto de San Juan de 1944 del 15 de enero de 1944 (81 años) los gobiernos tomaron estado de la enorme gravedad crónica de sismos de la región.
- Sismo de 1931: de 6,3 de intensidad, el cual destruyó parte de sus edificaciones y abrió numerosas grietas en la zona[5][4]